# Szubsztancia
A szubsztancia (latin: substantia = lényeg) az antik filozófiától kezdve a minden létező változatlan ősalapját jelző filozófiai fogalom. A szubsztancia az állandóan változó világ és jelenségei legáltalánosabb belső lényege, amely minden változás során megmarad. Oka és alapja nem másban, hanem saját magában keresendő.

## A szubsztancia a különböző filozófiai iskolákban
Az idealista világfelfogás az Istent, a világeszmét, esetleg az egyéni tudatot tartja szubsztanciának. A panteizmus hasonlóképpen az istent tartja az alapnak, de azonosítja őt a természeti, anyagi világgal.
A dualizmus két szubsztancia létezését tételezi, az anyagi és a szellemit, amelyek teljesen egyenértékűek. Ez önellentmondáshoz vezet, ellentmond magának a szubsztancia fogalmának.
A dialektikus materializmus nem fogadja el a világ alapjaként létező változatlan, egynemű, egyöntetű szubsztancia fogalmát, mert az objektíven létező világ lényegének magát a szüntelenül változó anyagot tartja.